# القاهرة (جريدة)
جريدة أسبوعية ثقافية عامة تصدر عن وزارة الثقافة المصرية ويرأس مجلس إدارتها الدكتور هيثم الحاج علي، رئيس مجلس إدارة الهيئة المصرية العامة للكتاب، ويرأس تحريرها الكاتب الصحفى زين العابدين خيري. وكان يرأس تحريرها منذ صدورها الكاتب الصحفي الراحل صلاح عيسى لمدة 15 عاما تقريبا، وتولى بعده رئاسة التحرير الكاتب الصحفي سيد محمود لمدة ثلاث سنوات، ثم الكاتب الصحفي عماد الغزالي لمدة خمس سنوات، ليتولى بعده الكاتب الصحفي زين العابدين خيري المهمة.
وتتشكل هيئة التحرير الجديدة من مديري التحرير رامي المتولي، رشا حسني، سهى علي رجب، والمدير الفني محمد الغول، والديسك محمد طاهر، ورئيسة قسم الأخبار والتحقيقات ابتسام أبو الدهب، ورئيسة قسم الفن إيمان كمال، والإخراج الصحفي أحمد عزت ومحمود عبد الرشيد.
يذكر أن الكاتب الصحفي زين العابدين خيري شلبي يعمل صحفيا في مؤسسة الأهرام المصرية منذ العام 1992. وكان يشغل منصب نائب رئيس تحرير مجلة علاء الدين، والمشرف العام على تحرير مجلة البيت بمؤسسة الأهرام قبل انتدابه لرئاسة تحرير «القاهرة». وبجانب عمله الصحفي يعمل كسيناريست وناقد فني وكاتب لقصص الأطفال المصورة، وهو عضو في جمعية نقاد السينما المصريين، والجمعية المصرية لكتاب ونقاد السينما، ولجنة اختيار الفيلم المصري المشارك في مسابقة الأوسكار، وله ديوانان شعريان بجانب ثلاثة كتب فنية عن السيناريست وحيد حامد والفنان يوسف شعبان والفنان صلاح عبد الله.